# Paul-Heinz Dittrich
Paul-Heinz Dittrich (* 4. Dezember 1930 in Gornsdorf; † 28. Dezember 2020 in Zeuthen bei Berlin) war ein deutscher Komponist.

## Leben und Werk
Dittrich studierte von 1951 bis 1956 Komposition bei Fidelio F. Finke und Dirigieren bei Günther Ramin an der Hochschule für Musik Leipzig und war bis 1958 Chordirigent beim FDGB-Ensemble in Weimar. Von 1958 bis 1960 studierte er als Meisterschüler bei Rudolf Wagner-Régeny und war bis 1963 Leiter des Ernst-Moritz-Arndt-Ensembles in Berlin. Von 1960 bis 1976 war er Assistent an der Hochschule für Musik „Hanns Eisler“; danach arbeitete er freischaffend.
1979 wurde er Professor für Komposition in Berlin. 1981 war er Scholar-in-Residence am Bellagio Center in Italien. 1984 hielt er sich am IRCAM und der Sorbonne in Paris auf. Von 1983 bis 1991 bildete er an der Akademie der Künste der DDR Meisterschüler aus, darunter Klaus Martin Kopitz (1985–1987), Hannes Zerbe (1985–1987), Annette Schlünz (1988–1991) und Péter Kőszeghy (1993–1999).
1990 wurde Dittrich Professor an der Hochschule für Musik „Hanns Eisler“ Berlin und unterrichtete dort Sebastian Stier (1991–1997). 1991 gründete er das Brandenburgische Colloquium Neue Musik an der Musikakademie Rheinsberg, dessen künstlerischer Leiter er war.
Dittrich komponierte Werke der Orchester- und Kammermusik, Kantaten und Lieder. Die Kammermusiken I (mit Tonband), III (mit Gesang), V (mit Live-Elektronik), VII „Die Blinden“ (mit 5 Sprechern) und XI „Journal de poèmes“ entstanden als Auftragswerke für die Bläservereinigung Berlin.
Dittrich war Mitglied der Akademie der Künste in Berlin und der Sächsischen Akademie der Künste in Dresden. Er galt als einer der prägenden und bekanntesten Komponisten für ernste zeitgenössische Musik in Deutschland und stand in Kontakt mit Persönlichkeiten wie Carlfriedrich Claus, Burkhard Glaetzner, Vinko Globokar, Sofia Gubaidulina, Hans Peter Haller, Hans Werner Henze, Heinz Holliger, Herbert Kegel, Marek Kopelent, Aurèle Nicolet, Luigi Nono, Heinrich Schiff und Karlheinz Stockhausen. Ein umfassendes Archiv befindet sich an der Akademie der Künste in Berlin.
Dittrich lebte in Zeuthen. Er starb wenige Wochen nach seinem 90. Geburtstag in Berlin.

## Werke
2014 wurden in der Staatsoper Unter den Linden in Berlin Dittrichs Kompositionen Kammermusik VII zum Thema Die Blinden von Maurice Maeterlinck aus dem Jahre 1984 und Käfig-Musik aus dem Jahre 1986 auf der Grundlage der Erzählung Die Verwandlung von Franz Kafka aufgeführt.
Daneben vertonte Dittrich unter anderem auch Werke von Samuel Beckett, James Joyce, Heiner Müller und insbesondere von Paul Celan.

## Gastprofessuren
- 1978 an der Hochschule für Musik Freiburg (als Vertretung für Klaus Huber)
- 1980 am Arnold Schönberg-Institut in Los Angeles und der University of California, San Diego
- 1988/89 an der Hochschule für Musik Köln in Heimbach
- 1990 an der Samuel Rubin Academy Tel Aviv und der Hebräischen Universität Jerusalem
- 1992 an der Universität Taegu (Südkorea), Moskau und St. Petersburg

## Auszeichnungen
- 1963: Preis für künstlerisches Volksschaffen
- 1972: Preis für Komposition des Künstlerhauses Boswil, Schweiz
- 1975: Ehrenpreis beim Kompositionswettbewerb der Italienischen Gesellschaft für Neue Musik
- 1976: Kompositionspreis beim Internationalen Wettbewerb in Triest
- 1976: Preis der Tribune internationale des compositeurs der UNESCO in Paris
- 1978: Hanns-Eisler-Preis des Rundfunks der DDR
- 1981: Kunstpreis der DDR
- 1988:  Nationalpreis der DDR III. Klasse für Kunst und Literatur
- 1990: Preis der Berliner Musikkritik